# Dicastério
Os dicastérios são instituições particulares da Cúria Romana, surgidas durante o pontificado do Papa Francisco, que ajudam o Santo Padre "no exercício de seu poder supremo, pleno e imediato sobre toda a Igreja", realizando "seu trabalho em seu nome e em sua autoridade, em benefício das Igrejas e a serviço dos sagrados pastores"; eles, portanto, têm poder vicário e são divididos por assunto e competência.
Os dicastérios foram oficialmente reconhecidos como unidades curiais com a constituição apostólica Praedicate evangelium, promulgada em 19 de março de 2022; até aquele momento, de fato, o termo "dicastério" indicava todos os órgãos da Cúria Romana e não um tipo particular de instituição.
Cada dicastério é presidido por um prefeito e os membros são cardeais, bispos, sacerdotes, freiras e leigos. Tradicionalmente, o prefeito de um dicastério é um bispo ou um sacerdote, uma vez que, de acordo com as disposições do Código de Direito Canônico no cân. 129, têm "poderes de governo [...] aqueles que recebem ordens sagradas", enquanto "no exercício do mesmo poder, os fiéis leigos podem cooperar de acordo com as normas do direito";  esta prática foi, no entanto, desconsiderada em duas ocasiões, em particular em 5 de julho de 2018, quando o Papa Francisco nomeou o jornalista Paolo Ruffini como Prefeito do Dicastério para a Comunicação e em 6 de janeiro de 2025, quando o mesmo pontífice nomeou a Irmã Simona Brambilla, I.SM.C., chefe do Dicastério para os Institutos de Vida Consagrada e as Sociedades de Vida Apostólica: ambos, de fato, sendo respectivamente leigos e freiras, não receberam o sacramento da Ordem.